# Рост, София
София (Софья) Рост (урожденная Тер-Рееген; в первом браке Гебгардт; 4 [16] марта 1813, Гронинген — 20 февраля [4 марта] 1887, Санкт-Петербург) — российская предпринимательница голландского происхождения, основательница первого Зоологического сада в Санкт-Петербурге (ныне Ленинградский зоологический парк).

## Биография
София Тер-Рееген родилась 4 марта 1813 года в Голландии, в городе Гронингене, где её родители занимались торговлей. 

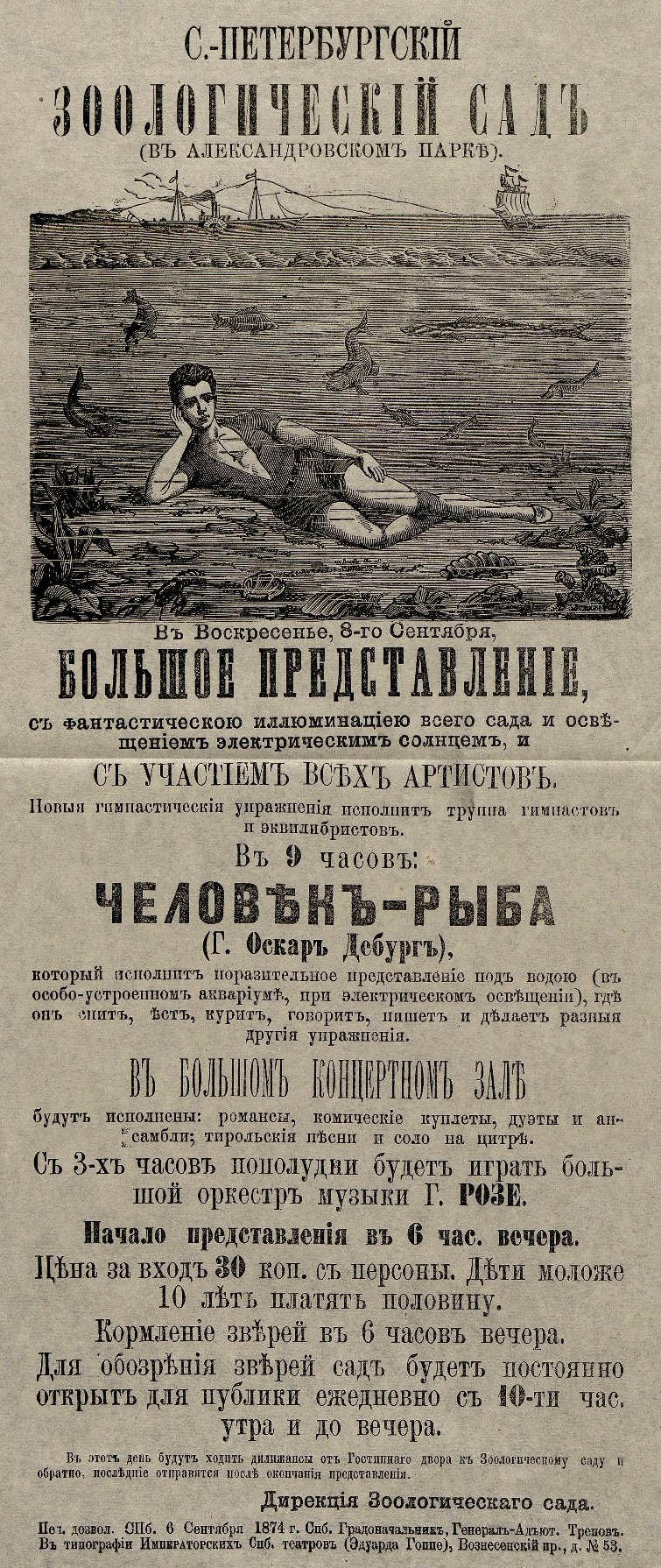
Афиша зоосада (1874)

Отец и мать оставили своей дочери небольшие средства, которая, организовав небольшой зверинец, приехала с ним в 1842 году в Российскую империю и начала здесь путешествовать из города в город, показывая своих зверей и везде имея успех. Побывав в Варшаве, Киеве и других больших городах, С. Тер-Рееген приехала в Одессу; красивая собой, неутомимая, предприимчивая, она повсюду обращала на себя внимание; в 1848 году она вышла замуж за доктора зоологии Юлиуса Гебгардта, после чего ещё 15 лет странствовала из города в город, постоянно улучшая свой зверинец.
В 1864 году она, вместе со своим мужем Ю. Гебгардтом, основала первый Зоологический сад в столице Российской империи городе Санкт-Петербурге. Сад этот первое время отличался весьма скромными размерами, но мало-помалу число коллекций и оранжерей стало в нем увеличиваться. Когда же, по смерти своего первого мужа, София Гебгардт в 1873 году вышла вторично замуж за Эрнста Роста, то дела Зоологического сада пошли лучше, так как сам Рост не жалел ни времени, ни труда, чтобы достигнуть процветания своего учреждения, а С. Рост тоже положила немало сил на развитие любимого дела. Живая, энергичная, хлопотливая, она и в последние годы жизни, будучи уже в преклонном возрасте, продолжала помогать своему мужу в зоосаде.
София Рост скончалась 20 февраля 1887 года в Петербурге и была погребена на Выборгском римско-католическом кладбище.
Вдовец Рост более десятилетия ещё продолжал работать в зоосаде, но 1898 году отошёл от дел; предприятие постепенно пришло в упадок и в 1909 году зверинец был закрыт. В 1910 году новым владельцем зоосада стал русский драматический артист и театральный антрепренёр С. Н. Новиков, а после октябрьского переворота зоосад был отобран у владельцев большевиками.